# Glyphonyx shibatai
Glyphonyx shibatai is een keversoort uit de familie kniptorren (Elateridae). De wetenschappelijke naam van de soort is voor het eerst geldig gepubliceerd in 1968 door Ôhira.